# The Duke of Death and His Maid
The Duke of Death and His Maid (Originaltitel: 死神坊ちゃんと黒メイド Shinigami Botchan to Kuro Meido) ist ein Web-Manga von Koharu Inoue, der in das Genre Romantische Komödie einzuordnen ist und seit 2017 auf der Internetseite Sunday Webry des Verlages Shōgakukan veröffentlicht wird.
Das Werk fokussiert sich auf die Beziehung eines namenlosen Adeligen zu seiner Bediensteten Alice. Der besagte Adelige wurde als Kind verflucht und versucht, einen Weg zu finden diesen Fluch zu lösen. Im Jahr 2021 wurde die Produktion einer Anime-Fernsehserie angekündigt, die im Juli gleichen Jahres im japanischen Fernsehen startete. Die dritte Staffel von Shinigami Bocchan ist für 2024 geplant.

## Handlung
Als Fünfjähriger wurde ein namenloser Adeliger von einer Hexe mit einem Fluch belegt, der jeden tötet, der mit ihm in Berührung kommt. Aufgrund dessen wird er von seiner Familie aus Angst verstoßen und in den Sommerwohnsitz gebracht, wo der „Duke of Death“ seither sein Leben in Einsamkeit verbringt. Nur der Butler Rob und seine Magd Alice, die er seit seiner Kindheit kennt, sind bei ihm verblieben und helfen ihrem Herren bei der Bewältigung seines Alltags.
Alice liebt es, ihren Herren zu necken und erfreut sich auf dessen Reaktion. Er selbst hat Angst, dass sie durch seine Berührung stirbt, weswegen er versucht, seine Bedienstete von sich fernzuhalten. In Wahrheit hegen beide Gefühle füreinander und so beschließt der Duke of Death, nach einer Möglichkeit zu suchen, sich von dem Fluch zu befreien.

## Charaktere
Duke of Death (坊ちゃん, Botchan)
Ein junger Adeliger, der als Kind von einer Hexe verflucht wurde. So tötet er deswegen alles, was in Berührung mit ihm kommt. Aufgrund des Fluches wird er von seiner Familie als „Todesengel“ verstoßen und auf die Sommerresidenz gebracht, wo er seither in Begleitung seines Butlers Rob und seiner Bediensteten Alice lebt.
Alice Lendrott (アリス・レンドロット, Arisu Rendorotto)
Eine Kindheitsfreundin des Dukes und dessen persönliche Bedienstete, die in ihn vernarrt ist und mit ihm in der Sommerresidenz lebt. Obwohl sie weiß, dass sie stirbt, wenn er sie berührt, liebt sie es mit ihrem Herren zu flirten, was manchmal komische Situationen mit sich bringt.
Rob (ロブ, Robu)
Ein älterer Butler, der zusammen mit dem Duke und Alice in der Sommerresidenz lebt.
Viola (ヴィオラ, Viora)
Die jüngste Schwester des Dukes. Sie mag ältere Männer und hegt Gefühle für Rob. Manchmal besucht sie die Residenz ihres Bruders wegen Rob.
Walter (ウォルター, Uorutā)
Der jüngere Bruder des Dukes und neuer Anwärter als nächstes Familienoberhaupt. Walter fühlt sich seinem älteren Bruder stets unterlegen und versucht stetig, ihn in irgendeiner Form zu übertreffen.
Caph (カフ, Kafu)
Eine junge Hexe, die sich mit dem Duke und Alice anfreundet. Sie ist begabt in dem Umgang mit Feuermagie. Sie arbeitet mit Zain in einem Zirkus.
Zain (ザイン, Zain)
Ein Zauberer mit vogelähnlichen Eigenschaften und einem versauten Benehmen. Er arbeitet mit Caph im Zirkus und versucht ständig mit ihr zu flirten. Anfangs stets ignoriert, erwidert sie im Laufe der Handlung seine Bemühungen und kommt ihm näher. Zain hat eine Begabung für zeitmanipulierende Magie, die sehr selten und stark ist. Deswegen gerät er ins Visier mehrerer Hexen.
Daleth
Die Anführerin der Hexen, die ihre ältere Schwester an der Spitze der Hexen ersetzte. Sie freundet sich mit dem Duke und Alice an und unterstützt sie bei der Suche nach einer Möglichkeit den Fluch des Adeligen zu lösen. In der Vergangenheit wurde sie von ihrer älteren Schwester entstellt und verbirgt seither aus Scham ihr wahres Gesicht mit Magie. Als Walter ihr ein Kompliment für ihr wahres Gesicht macht, ist sie ihm dankbar und verliebt sich in ihm.
Sharon Lendrott
Alices Mutter, die in Verbindung zu den Hexen steht, obwohl sie selbst keine ist. Sie wird von der Hexe Sade ermordet, in der späteren Handlung allerdings wiedererweckt.
Gerbera
Die Mutter des Dukes. Obwohl sie streng wirkt, hofft sie, dass ihr Sohn den Fluch brechen und zur Familie zurückkehren kann. Sie ist eng mit Alices Mutter Sharon befreundet.
Sade
Eine Hexe und die ältere Schwester von Daleth. Sie ist unter anderem für den Fluch des Dukes, Sharons Tode und die Entstellung ihrer jüngeren Schwester verantwortlich. Es wird gesagt, dass sie bereits vor vielen Jahren gestorben sei. Dennoch sind noch Spuren ihrer Magie vorhanden, was darauf hindeutet, dass sie noch nicht komplett zerstört wurde.

## Medien

### Manga
Mangaka Koharu Inoue startete The Duke of Death and His Maid im Jahr 2017 und veröffentlicht diesen auf der Internetseite Sunday Webry des Medienverlages Shōgakukan. Der Verlag sammelte die auf der Webseite veröffentlichten Kapitel und brachte den Manga in zwölf Bänden auf dem physischen Markt.
Der US-amerikanische Verleger Seven Seas Entertainment gab Anfang Juli des Jahres 2021 bekannt, sich die Rechte an einer englischsprachigen Veröffentlichung des Werkes gesichert zu haben und ab Mai 2022 zu veröffentlichen.
| Band | Veröffentlichung (Japan) | ISBN (Japan)            |
| ---- | ------------------------ | ----------------------- |
| 1    | 12. Jan. 2018            | ISBN 978-4-09-128099-2. |
| 2    | 12. Apr. 2018            | ISBN 978-4-09-128222-4. |
| 3    | 09. Aug. 2018            | ISBN 978-4-09-128480-8. |
| 4    | 12. Nov. 2018            | ISBN 978-4-09-128697-0. |
| 5    | 12. Feb. 2019            | ISBN 978-4-09-128856-1. |
| 6    | 18. Juni 2019            | ISBN 978-4-09-129192-9. |
| 7    | 12. Sep. 2019            | ISBN 978-4-09-129357-2. |
| 8    | 12. Dez. 2019            | ISBN 978-4-09-129427-2. |
| 9    | 12. Mai 2020             | ISBN 978-4-09-850106-9. |
| 10   | 12. Okt. 2020            | ISBN 978-4-09-850191-5. |
| 11   | 12. Feb. 2021            | ISBN 978-4-09-850402-2. |
| 12   | 12. Mai 2021             | ISBN 978-4-09-850547-0. |

### Anime-Fernsehserie
Am 1. Februar 2021 kündigte der Verlag Shōgakukan an, dass sich eine Anime-Fernsehserie basierend auf der Mangareihe von Koharu Inoue in Produktion befindet und noch im selben Jahr im japanischen Fernsehen gezeigt werden soll. Zudem wurden erste Personen des Produktionsteams bekannt gegeben. Die Anime-Fernsehserie entsteht unter der Regie von Yoshiki Yamakawa im Animationsstudio J.C.Staff. Die CGI-Animationen werden im Shogakukan Music & Digital Entertainment Studio angefertigt. Das Drehbuch wurde von Hideki Shirane auf Grundlage des Mangas geschrieben, während die Musik von Gen Okuda und Takeshi Watanabe komponiert wurde.
Natsuki Hanae und Ayumi Mano, die im Anime den Duke of Death bzw. dessen Bedienstete Alice sprechen, singen mit Mangetsu to Silhouette no Yoru das Lied im Vorspann, während Mano zusätzlich auch mit Nocturne den Abspanntitel interpretiert. Die erste Folge der zwölf Episoden umfassenden Animeserie wurde am 4. Juli 2021 auf Tokyo MX, BS11 und ytv im japanischen Fernsehen gezeigt.
Funimation sicherte sich die Lizenz an der Serie außerhalb Asiens. Plus Media Network Asia zeigt die Serie im südasiatischen Raum auf Aniplus Asia. Medialink zeigt The Duke of Death and Her Maid in Hongkong, Taiwan und Macau auf dem offiziellen YouTube-Kanal des Unternehmens. In Deutschland, Österreich und der Schweiz wird die Serie bei Wakanim im Simulcast in Originalsprache mit Untertiteln gezeigt.
Am 19. September 2021 wurde nach der Ausstrahlung der zwölften Episode der Serie angekündigt, dass sich eine Fortsetzung in Arbeit befindet, ohne dabei zu erklären, ob es sich dabei um eine zweite Staffel, eine Original Video Animation oder einen Kinofilm handelt.

#### Synchronisation
| Rolle         | Japanische Stimme (Seiyū) |
| ------------- | ------------------------- |
| Duke of Death | Natsuki Hanae             |
| Alice         | Ayumi Mano                |
| Rob           | Hōchū Ōtsuka              |
| Viola         | Inori Minase              |
| Zain          | Hiroshi Kamiya            |
| Walter        | Yūma Uchida               |
| Cuff          | Wakana Kuramochi          |

#### Episodenliste
| Nr. (ges.) | Nr. (St.) | Deutscher Titel                                       | Originaltitel                                              | Erstausstrahlung Japan | Deutschsprachige Erstausstrahlung (D) |
| ---------- | --------- | ----------------------------------------------------- | ---------------------------------------------------------- | ---------------------- | ------------------------------------- |
| 1          | 1         | Der junge Herr und Alice                              | 坊ちゃんとアリス (Botchan to Arisu)                        | 4. Juli 2021           |                                       |
| 2          | 2         | Der junge Herr, sein Butler und das verirrte Kätzchen | 坊ちゃんと執事と迷い猫 (Botchan to Shitsuji to Mayoi Neko) | 11. Juli 2021          |                                       |